# Краснолісся (Калінінградська область)
Краснолісся (рос. Краснолесье) — селище Нестеровського району, Калінінградської області Росії. Входить до складу Чистопрудненського сільського поселення.
Населення —  415 осіб (2015 рік). 

## Населення
| 1898 | 1907  | 1931  | 1939  | 1992 | 2002 | 2010 |
| ---- | ----- | ----- | ----- | ---- | ---- | ---- |
| 1088 | ↗1200 | ↘1021 | ↗1191 | ↘440 | ↗454 | ↘415 |